# Julio Olarticoechea
Julio Jorge Olarticoechea (Saladillo, 18 ottobre 1958) è un allenatore di calcio ed ex calciatore argentino, selezionatore della nazionale olimpica argentina. Campione del Mondo con l'Argentina nel 1986, era soprannominato El Vasco (in italiano il Basco).

## Carriera

### Giocatore
Iniziò la sua carriera professionistica nel Racing Club, prima di trasferirsi nel River Plate e nel Boca Juniors. Dopo queste esperienze passò al Nantes. La stagione successiva tornò in Argentina, prima all'Argentinos Juniors, poi al Racing Club e infine al Club Deportivo Mandiyú, dove chiuse la carriera.
Giocò nella nazionale argentina per 32 volte, vincendo anche il campionato del mondo 1986 in Messico.

### Allenatore
Dopo aver guidato la nazionale argentina femminile ai Giochi panamericani di Toronto 2015, il 6 luglio 2016 viene annunciato come selezionatore della nazionale olimpica dell'Argentina al posto del dimissionario Gerardo Martino.

## Palmarès

### Giocatore

#### Club
- Campionato argentino: 1

River Plate: Nacional 1981

#### Nazionale
- Campionato mondiale: 1

Messico 1986